# Memory (Lil'Bの曲)
「Memory」（メモリ）はLil'Bの7作目のシングル。2010年3月3日発売。

## 収録曲
1. Memory
  - 作詞：AILA / 作曲・編曲：黒光雄輝
2. DEAR MY FRIENDS
  - 作詞・作曲：AILA / 編曲：黒光雄輝
3. キミが好きで(London Night Mix)
  - 作詞：MIE / 作曲・編曲：黒光雄輝
4. Memory(KARAOKE)
5. DEAR MY FRIENDS(KARAOKE)